# 林民鎬

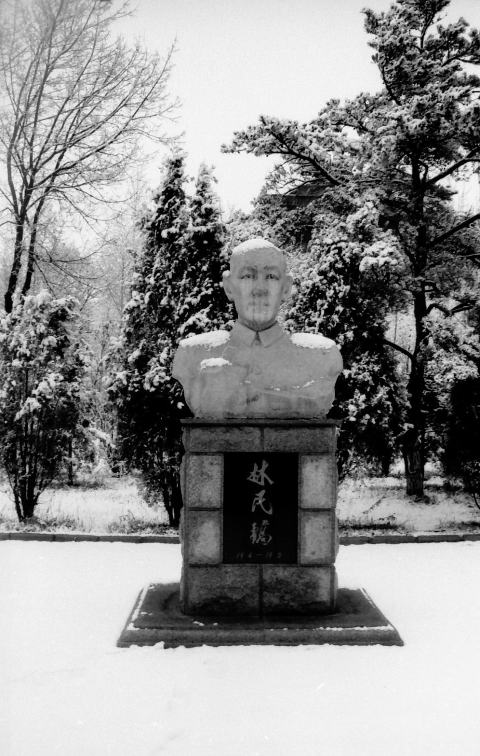
建て替えられる前の胸像

林 民鎬（りん みんこう、림민호、1904年1月3日 - 1970年7月14日）は中国朝鮮族出身の政治家、教育家。敦化県副県長、吉林日報副編集長、延辺日報総編集長、延辺大学創立委員会副主任などを歴任。第3回吉林省人民代表大会代表、吉林省第2、第3回政協委員、延辺州政協第1、第2、第3回委員に選出される。
延辺大学の設立者の一人で、初代副校長として民族教育の発展に努めたが、文化大革命で長期間にわたる迫害を受け、1970年7月14日、67歳で死去。

## 略歴
1904年1月3日、朝鮮咸鏡北道会寧郡の貧しい農家に生まれ、生まれた年に豆満江を渡って龍井に家族で移住する。
1913年、長興小学で学び、1918年に長興小学を卒業後、実家で農作業に従事。
1920年、龍井・東興中学に入学、マルクス主義思想に触れる。
1922年、和龍県で「東溝青年会」を組織する。
1923年1月、東興中学のマルクス主義秘密結社「高麗青年会」に加入。
1923年3月、東興中学を卒業後、和龍県東城村龍泉洞小学校の教師となる。
1926年1月、中国東北地区朝鮮共産党組織者の代表大会に参加。
1926年5月、朝鮮共産党に入党し、満州総局東満委員会青年部長に就く。
1929年9月、満州総局から派遣され、モスクワ東洋学院で4年間学ぶ。31年、モスクワ東洋学院在学中に朝鮮から来た金燦海と結婚、長男・瑪伊が生まれる。32年、モスクワ東洋学院を卒業。国際赤色労働組合を組織する任務を与えられ、朝鮮に帰国。長男をモスクワ国際孤児院に預ける。
咸興赤色労働組合事件で逮捕され、1940年まで獄中生活を送り、釈放されてからは中国に行き敦化の森林で労働者として働いていた。
1945年8月～、妻と一緒にソ連赤軍司令部の通訳を務める。10月、東北抗日聯軍、劉健平の紹介により中国共産党に入党。46年3月に敦化県副県長に任命され、中国共産党の外郭団体「敦化民主大同盟」の委員長に就く。
1946年10月、「東北朝鮮人民報」の編集長として延吉に赴く。
1948年12月、林春秋専員と一緒に吉林省民族工作座談会に参加。朝鮮族幹部養成を目的とした民族大学を延吉に建てる議案が通過し、東北朝鮮人民大学準備委員会が発足、副主任に就任する。主任は林春秋。東北朝鮮人民報社の事務所に東北朝鮮人民大学準備委員会を設置し、延辺大学の設立準備を進める。
1949年3月20日、延吉のスターリン劇場にて延辺大学開校式が開催される。中共延辺地区委員会により延辺大学校長の副校長に任命される。校長は朱徳海。
1949年4月12日、延辺大学中共支部書記に就任。
1949年、長い間途絶えていたソ連にいる長男との連絡を回復。
1949年7月～8月、延辺大学考察団の団長として北朝鮮を訪問。金日成総合大学、平壌師範大学、平壌医科大学、平壌工業大学、元山農業大学をまわる。
1950年10月1日、毛沢東主席、朱徳副主席に北京で接見。
1951年10月14日、朝鮮族を代表して声明を発表、「抗美援朝（朝鮮戦争）」へ参加を呼びかけた中央政府の決定を支持。
1961年1月6日、延辺大学に成立した「三反整風領導小組」の組長に就任。
1967年8月～、延辺賓館及び党学校で開かれた「林民鎬事件専門審査組」で拷問を受ける。中ソ関係が悪化するなか、ソ連に住んでいた長男との手紙のやり取りや往来が問題となり、「ソ連のスパイ」との濡れ衣を着せられる。
1970年7月14日、67歳で死去。
1978年7月14日、延辺大学4階会議室で追悼式及び納骨式が行われ名誉回復。遺骨の一部は延辺大学の庭園に撒かれ、残りは和龍県の家族墓地に安置。

## 記念事業
1989年7月14日、命日に合わせて胸像の除幕式が延辺大学で開かれる。
2004年9月6日、生誕100周年を祝い新たな銅像が延辺大学に建てられる。
2004年9月6日、延辺大学で生誕100周年紀念座談会及び林民鎬奨学金授与式が開かれる。
2012年、林民鎬の伝記「이 세상 사람들 모두 형제여라 （四海之内皆兄弟　朝鮮族教育家林民鎬）」(金虎雄著・民族出版社・2009年・朝鮮語）が、少数民族の文学作品を対象とした第10回「駿馬賞」（2008年～2011年）の受賞作（ルポルタージュ部門）に選ばれる。
2015年5月12日、「2016年度・林民鎬奨学金」の授与式が延辺大学で開かれる。
2018年12月5日、延辺大学で2018年度林民鎬奨学金授与式が開かれる。